# Le Ciel Bleu 〜ル・シエル・ブルー〜
『Le Ciel Bleu 〜ル・シエル・ブルー〜』（中文名：風色幻想Online）はPCでプレイできるMMORPG。基本プレイは無料（アイテム課金）。公式サイトでの略称は「シエル」または「ルシエル」。
日本では2010年にUSERJOY JAPANによってサービスが開始（ハンゲームID・ガンホーゲームズIDでもプレイ可能）。2009年12月3日にオープンβテストを開始、2010年1月12日に正式サービスを開始した。2015年9月28日をもってUSERJOY JAPANでのサービスを終了。
2020年9月に台湾でHappyTuk運営により『風色幻想：覺醒 online』としてサービスが復活。2020年12月1日HappyTukより日本でのサービス再開（ゲームタイトルに変更はないが、ロゴは『覺醒』をベースとしたものに変更された）のお知らせが発表され、2020年12月10日に正式サービス開始された（プレイデータの引継ぎはなし）。
以下、特記なき場合はUSERJOY JAPAN運営の日本版（以下2010年版）の記述とし、HappyTuk運営の日本版（以下2020年版）については適宜補足する。

## 概要
台湾の弘煜科技（FUN YOURS）制作のシミュレーションRPG『風色幻想』シリーズの世界観を引き継いだMMORPGである。なお、邦題の「Le Ciel Bleu」はフランス語で「青空」を意味する。

### ゲームサーバ
- 2010年版はサービス開始時点で「ディオネ」・「メティス」、2009年12月16日に「アトラス」が追加された。チャンネル数はディオネ・メティスが6（2009年12月9日に4→6に増加）、アトラスは4。2014年4月3日に「ガイア」サーバ1つに統合された。
- 2020年版はサービス開始時点で「ラキシス」サーバのみ。チャンネル数は稼働開始時点で4チャンネル。2021年1月14日に5チャンネル目が追加された。

### アップデート
大型アップデートについて記述する。
2010年3月17日（2020年版：2021年1月28日）
レベルキャップ（上限）の開放（80→99）、プレイヤー同士の対戦（PVP）、基本職の上位クラスなどが実装された。
2010年7月21日（蒼炎戦旗）
新規マップ、毎日クエスト、複合職の上位クラスなどが実装された。
2010年12月15日（GATE of ABYSS）
新規ダンジョン、クエスト追加、ステータス上限解放、レベルキャップ解放（120→150）、新クラス追加などの実装。
2011年4月20日（Whisper of the devil）
新規ダンジョン、クエスト追加、新クラス追加などの実装。
2011年8月11日（LA RUOTA DELLA FORTUNA）
新規マップ、クエスト追加、新クラス追加、転生（レーン・カ・ル・ナシオン）システムなどの実装。
2012年2月22日（Deus ex Machina）
新規マップ、クエスト追加、新クラス追加などの実装。

## 特徴
以下の3つの特徴は、「シエルの三大特徴」と公式サイトで説明されていた。これらは2020年版のゲーム紹介ページでも「快適プレイで遊びつくそう！」の項目で紹介されている。
- 2009年サービス開始の同時期のMMORPGと比べて推奨環境のスペックが低く、ネットブックでも動作するとしていた[5][6]。
- アクティブチェーンシステム（ACS） - 14の職業（クラス）の中から[7]、「冒険者」と、「キャラクター作成時に選択した職業」を含めた最大7種類を設定できる（クエストをクリアすることで上がる「LinkLv」を上げる必要がある。また、基本職では一定のステータスがあることが条件になる）。クラスはゲーム中に随時変更できる。
- 「モンスターカード」というアイテムを使用することで、モンスターをペットにすることができる。ペットも敵を倒すことでレベルアップする。さらに「スキルカード」を使うことで、モンスターにスキルを覚えさせることができる。

## 連盟
ゲーム開始後、プレイヤーは「連盟」と呼ばれる組織に所属することになる。「アルカディアブルー」と「クリムゾンルビー」の2つの連盟があり、連盟によって受けられるクエストに違いがある。また、PVPでは連盟同士の対戦も可能。以下、キャラクターボイスは2010年版のもの（2020年版はボイスなし）。

### アルカディアブルー
アルカディアシティに本部を置く。
- 会長：クラリス（声：米澤円）
  - アルカディアシティにある冒険連盟「アルカディアブルー」の会長で、「連盟クエスト」と「ギルド設立」全般を管理している。非常に頭脳明晰。外見は小さい人形のようなで華奢で非常に愛らしいが時折汚い言葉を口にしてしまうことも。そのギャップも相まって連盟内での彼女の人気は高く、支持者も多い。身体的なコンプレックスを持っているので、彼女の前で身長等の話題をしない、というのは連盟内の暗黙の了解とされている。

- 副会長：シーラ（声：原田ひとみ）
  - アルカディアブルーの副会長で、才色兼備のパーフェクトウーマン。美しくクールな外見と、いつも微笑みを絶やさない穏やかな性格で、連盟員から絶大な人気がある。ただし隙がなくパーフェクトなあまり敬遠されることもあり、本人は自分が特別に見られることを心苦しく感じている。華奢な外見からは想像もつかないが、かなりの腕力の持ち主。非常にグラマラスなスタイルで、バスト100を越える爆乳の持ち主だが彼女自身は気にしており、これ以上大きくならないようにナーバスになっている。それゆえ乳製品を嫌っている。

### クリムゾンルビー
クリムゾンシティに本部を置く。
- 会長：リカ（声：仙台エリ）
  - クリムゾンルビーの会長で、ルカ、ジョカという2人の姉と一緒に連盟の運営を行っている。彼女は主に「連盟クエスト」や「ギルド設立」等を担当している。思いやりが強く、誰に対しても献身的に対応をしてくれる為、連盟以外の人達からも尊敬されている。基本的に争いは好まず、冒険者を支援したい一心で頑張っている。人気、性格共に非の打ちどころがない会長と言えるが、その優しさからあらぬ誤解を受けることもあり、困っている。

- 副会長：ジョカ（声：鹿野優以）
  - クリムゾンルビーの副会長で、ルカとリカの優しい姉。立場的には会長であるリカの補佐だが、実質は彼女が実権を持っている。主に「連盟への登録」と「戦闘協力」等の件について責任を負う。外見はクールで冷やかな印象を受けがちだが、実際には相手の事をよく考えてくれる。信頼できる人物なのだが、やはり見た目の印象からよく誤解される。3年前の「天空戦争」で活躍したメンバーの一人で、仲間内からは「死神」と呼ばれたほど恐れられていたが、本人は当時のことをあまり喋りたがらない。その内容を知る数少ない人々も語ろうとはしない。

## パラメータ
これらのパラメータはキャラクター作成時およびレベルアップ時にプレイヤーがどの能力を上げるか決定できる。
- STR - 物理攻撃力（ATK）・アイテム積載量に影響する。
- VIT - 最大HP・物理防御力（DEF）に影響する。
- INT - 最大SP（スキルポイント）・魔法攻撃力（MATK）に影響する。
- FAI - 最大SP・魔法防御力（MDEF）に影響する。
- AGI - 回避率（AVOID）・物理攻撃速度に影響する。
- DEX - 命中率（HIT）・クリティカル率（CRITICAL）・魔法詠唱速度に影響する。

### 聖霊
ゲーム開始直後に聖霊を1人選ぶ。選んだ聖霊に応じてパラメータにボーナスが加算される。
- ジュサイア（声：櫻井孝宏） - FAI20%増加。
- リブル（声：松岡由貴） - VIT20%増加。
- ハルト（声：水島大宙） - DEX20%増加。
- マルト（声：加藤英美里） - AGI20%増加。

## クエスト
- 一般クエスト
特定のアイテムを集める、特定のモンスターを倒すなどの課題がある。クリアした場合原則的に再挑戦は不可能で、LinkExpを獲得できるものが多い。
- 連盟クエスト
2人以上（高レベルになると3人以上のものもある）のパーティを組んでボスを倒すか、モンスターの群れから領地を守り抜く。複数回挑戦できるものもある。
- 収集クエスト
特定のアイテムを集めたうえで、お金を払ってアイテムを入手する。複数回挑戦できるものもある。
- 毎日クエスト
一般クエストとほぼ同様だが、クリア後一定時間が経過すると再び挑戦できる。
- ギルドクエスト
同じギルドに属する3人以上のパーティで参加する。内容は連盟クエストとほぼ同様。

## 職業
クラスにはそれぞれクラスレベルが設定されており、基本経験値とは別にクラス経験値を上げる必要がある。クラスレベルが上がるとスキルを覚えるためのクラスポイントが1上がる。また、クラスによってはパラメータが変動し、クラスレベルが上がるごとに変動の幅が大きくなる。

### 基本職
一次職 → 二次職（サブクラスとしての修得に必要なパラメータ）の順に記述する。「冒険者」と、「キャラクター作成時に選択した職業」（メインクラス）以外は職業レベルの上限が低く設定されている。上位クラスになるためには、クラスレベル45以上で特定のクエストをクリアする必要がある（冒険者の場合はLinkLv GoldかつクラスLv30以上）。
冒険者 → ワンダラー
装備できるアイテムの種類が多い。
ソードマン → ブレイバー（STR12以上）
片手剣および双剣、盾のスキルを覚える。
アーチャー → スカウター（DEX12以上）
弓に関するスキルを覚える。
マジシャン → マギウス（INT12以上）
攻撃魔法を多く覚える。
ヒーラー → プリースト（FAI12以上）
回復魔法や能力強化魔法を覚える。
アサシン → オプスキュリテ（AGI12以上）
短剣および銃に関するスキルを覚える。

### 複合職
一次職 → 二次職の順に記述する。これらの職業を習得するためには特定の基本レベルと基本職のクラスレベル、およびクエストのクリアなどが、上位職になるには特定の基本レベルと複合職のクラスレベル、およびクエストのクリアなどが必要になる。
マジックナイト → エリュシオン
大剣に関するスキルを覚える。ソードマンおよびマジシャンのクラスレベル35が必要。
ガンスリンガー → フライシュッツ
銃に関するスキルを覚える。アーチャーおよびアサシンのクラスレベル35が必要。
エクスマスター → ゼロスリュクス・アヴィルネス
上位職のゲーム内表記では「ゼロス・アヴィル」。
格闘スキルを覚える。レベル40以上で、冒険者およびソードマンのクラスレベル35が必要。
執事・メイド → チーフバトラー・メイドチーフ
ゲーム内表記では「バトラー・メイド」 → 「執事長＆メイド長」。
他のプレイヤーを主人にできる。冒険者およびヒーラーのクラスレベル30が必要。

### その他
リブラギアス
他職のスキルを組み合わせて使用できるクラス。
ヴァルアモス
冒険者・ワンダラーのクラスを失うことで得られるクラス。基本レベル100が必要。
クレアブランシュ
アンクノワール
この2つのクラスはどちらか1つしか取得できない。基本レベル100が必要。
ミロディア
基本レベル100が必要。
リアニムス
基本レベル100が必要。

### 転生
レベル120以上でヴァルアモスを取得していない場合に転生ができる。転生を行うと、今までの経験値・クラス・クエストクリア状況などを破棄してレベル1から再スタートできる。このとき、転生を行ったレベルに応じて基本ステータスにボーナスが加算されるほか、リンクパスポートのクラス数増加（7 → 9）などの特典を得られる。

## アイテム

### 装備品
装備品には装備可能となる最低レベルが設定されており、基本的に性能の高いものほど必要レベルが高い。また、一部の装備品は着用可能な性別が限定されている。
武器は短剣・片手剣・双剣・両手剣・弓・本・グラブ・杖・銃・棍棒と分類されており、装備できる武器はクラスにより異なる。1種類しか装備できない。両手を使う武器の一部は、盾と併用できない。
防具は身につける部位などによって頭・顔・体（鎧・服）・腕（盾・腕輪・指輪）・足・アクセサリ2つ・スーツ・背中と分類されている。腕の装備品はクラスと武器によって装備できるものが決まる。
武器・頭・顔・腕・スーツ・背中にアイテムを装備するとアバターの外見が変化する。
武器・防具（スーツ除く）にはそれぞれ下からI,P,S,G,D,R,U(Uは武器のみ)の順にランク付けがされており、装備品を精錬する際に必要な錬金石が異なる（各ランク武器・防具の計10種類があり、武器・防具の種別が合えば上位の錬金石で下位クラスの装備品を精錬することは可能）。精錬回数3から4に上げるまでは100%成功するが、5以上にあげる場合は失敗することもあり、失敗するとその武器を失う。最大は15。
「蒼炎戦旗」以降（2020年版では初期から可能）では特定アイテムを使うことで装備品のランクアップが可能（失敗する可能性あり）。また、特定のアイテムとGを集めると強力な「U級神武」を作成できる。

### ソケット精錬
装備品には「ソケット」と言われるスロットが開いているものもあり、アイテム「結晶」（モンスターがまれに落とすほか、一部クエストの報酬、課金アイテムよりランダムで獲得などの入手方法がある）を装備品に「ソケット精錬」によってはめ込むことで、特殊効果を持たせることができる。成功率は結晶ごとに安定度として示されており、ソケット精錬に失敗した場合は結晶を失う。どの部位の武器・防具にセットできるかは結晶ごとに設定されている。結晶はキャストドローシステムによって外すことが可能。

### ミクスマトリクスシステム
アイテムを組み合わせて別のアイテムを精錬できる（1回につき777G必要）。これによって作成されたアイテムには名前に「錬金～」が付き、基本ステータスに上方修正が加わる場合がある。

## コラボレート
2010年版で行われたコラボレーションは以下の通り。
俺の妹がこんなに可愛いわけがない
2010年8月11日より。このコラボレートの期間中に同作品の作中劇のキャラクターのペットカードや衣装が当たるガチャが有料販売された。また、同作品のヒロインの1人である高坂桐乃の名前が付いた料理なども登場した。
Fate/Zero
2012年1月11日より。このコラボレートの期間中に同作品のキャラクターのペットカード・衣装・乗り物などが当たるガチャが有料販売された。
すーぱーそに子
2012年4月25日より。このコラボレートの期間中に同作品のキャラクターのペットカード・衣装などが当たるガチャが有料販売された他、毎日クエストが実施された。
クイーンズブレイド リベリオン
2012年8月15日より。このコラボレートの期間中に同作品のキャラクターのペットカード・衣装などが当たるガチャが有料販売された他、コラボクエストが実施された。
這いよれ! ニャル子さんW
2013年3月21日より。このコラボレートの期間中に同作品のキャラクターのペットカード・衣装などが当たるガチャが有料販売された他、コラボクエストが実施された。
とある科学の超電磁砲S
2013年8月15日より。このコラボレートの期間中に同作品のキャラクターの衣装などが当たる「超電磁箱」が有料販売された。